# Clonegal
Clonegal ou Clonegall (en irlandais : Cluain na nGall, littéralement « le pré des étrangers ») est un village du comté de Carlow en république d'Irlande.

## Géographie
Le village est situé au sud des montagnes de Wicklow à 83 mètres d'altitude en moyenne, à un kilomètre à l'est de la rive gauche du fleuve Slaney.
La localité comptait 1 001 habitants en 2002, dont 80 % en dehors du bourg.
Clonegal a remporté le premier prix des Tidy Towns dans la catégorie « Village » en 2014 et en 2015.

## Lieux et monuments
- Le château Huntington, également connu sous le nom de Château de Clonegal, a été construit sur le site d’un ancien manoir des Esmond en 1625. C’est l’un des rares châteaux en Irlande encore habité par les descendants directs des constructeurs. En 1588, les forces de la reine Élisabeth Ire s'emparèrent de la région. La terre fut confiée à la famille Netterville qui la donna à son tour aux Esmond.

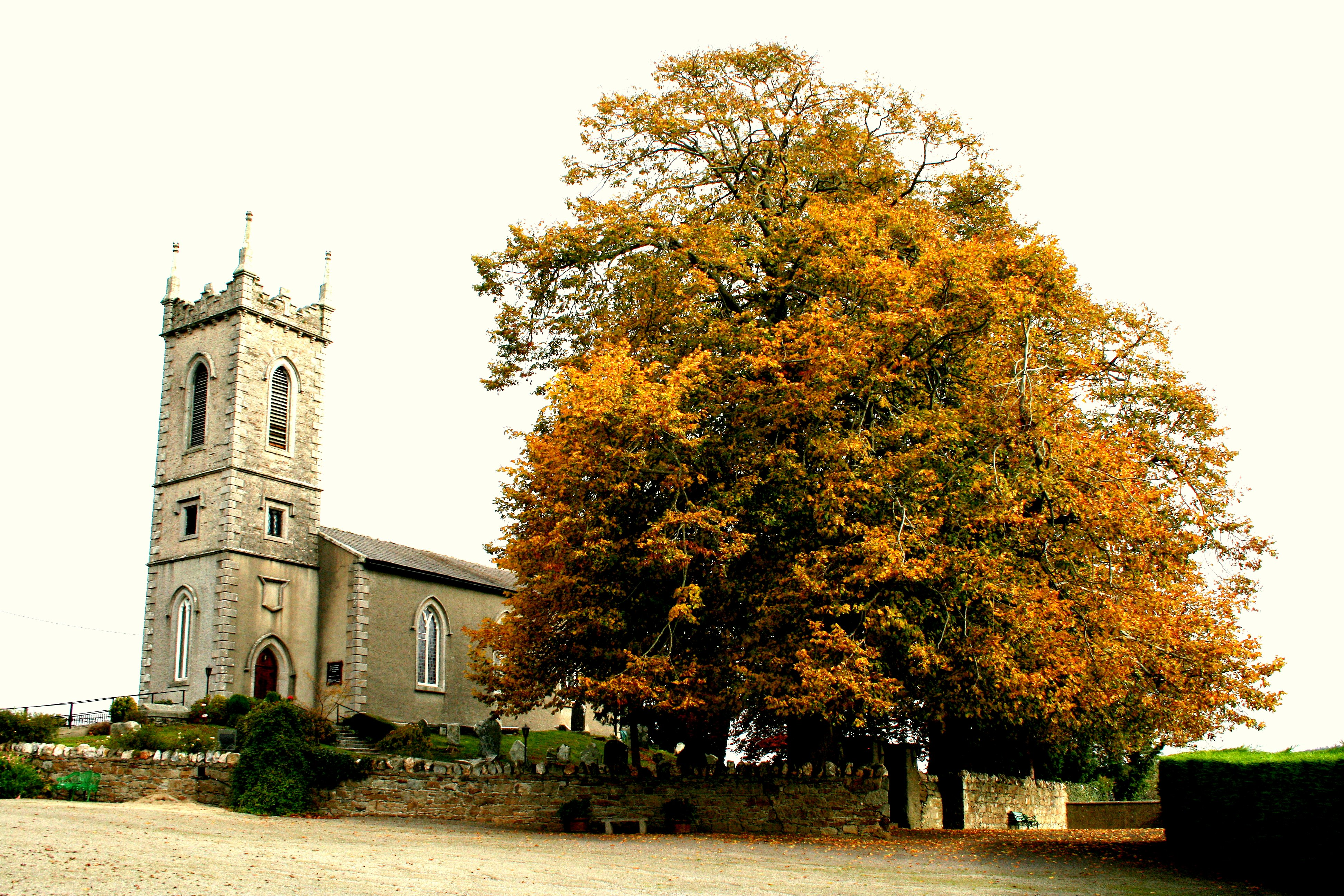
Église Saint-Fiaac, Clonegal.

- Église St. Brigid’s - l’église actuelle a remplacé l’ancienne église catholique romaine qui était construite en torchis et avait un toit de chaume. C'est une construction de type grange construite en 1824 autour de l'ancienne église. Lorsque le nouveau bâtiment a été achevé, l'ancien bâtiment a été sorti par les portes de la nouvelle église.
- L’église St-Fiaac est un lieu de culte de l'Église d’Irlande, située sur un versant au nord du village. Elle a été fondée à l’époque de saint Patrick sur un dun limité par un profond fossé, entouré par un rath, et aurait été la résidence d’un ancien chef au VIe siècle.
- Le vieux presbytère est maintenant une maison privée, mais il a été la résidence de John DeRenzy, commandant des yeomen à Clonegal pendant la rébellion irlandaise de 1798. Les prisonniers voués à la pendaison ont été conduits dans une cour juste au-dessus du presbytère. L’arche menant à cette cour est mise en évidence par une dalle de pierre commémorative accrochée au mur[2].